# درة ذهبية

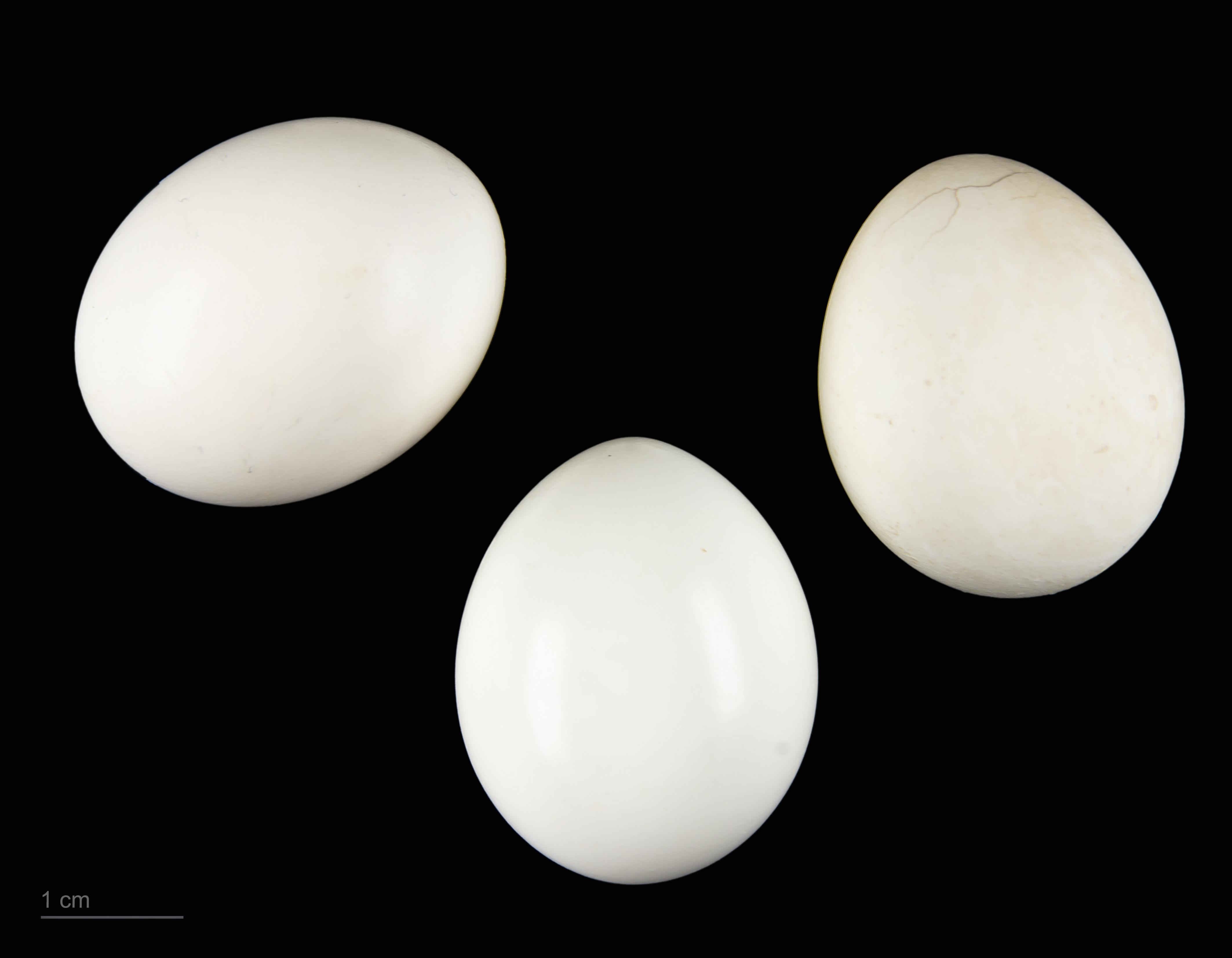
Guaruba guarouba

الدُّرَّة الذهبية، يسمى أيضًا الكنيور الذهبي أو كنيور ملكة بافاريا (الاسم العلمي: Guaruba guarouba)، هو ببغاء استوائي أمريكي متوسط الحجم ذو لون أصفر ذهبي موطنه الأصلي حوض الأمازون في شمال البرازيل الداخلي. وهو النوع الوحيد الذي يندرج ضمن جنس غواروبا (الاسم العلمي: Guaruba).